# Branchinella
Branchinella é um género de crustáceos da família Thamnocephalidae.

## Espécies
Este género contém as seguintes espécies:
Sub-género Branchinella
- Branchinella affinis Linder, 1941
- Branchinella anatinorhyncha Timms, 2012
- Branchinella angelica Timms, 2015
- Branchinella apophysata Linder, 1941
- Branchinella arborea Geddes, 1981
- Branchinella australiensis (Richters, 1876)
- Branchinella basispina Geddes, 1981
- Branchinella buchananensis Geddes, 1981
- Branchinella budjiti Timms, 2001
- Branchinella campbelli Timms, 2001
- Branchinella compacta Linder, 1941
- Branchinella complexidigitata Timms, 2002
- Branchinella denticulata Linder, 1941
- Branchinella dubia (Schwartz, 1917)
- Branchinella erosa Timms, 2012
- Branchinella frondosa Henry, 1924
- Branchinella halsei Timms, 2002
- Branchinella hattahensis Geddes, 1981
- Branchinella hearnii Timms, 2012
- Branchinella herrodi Timms, 2012
- Branchinella insularis Timms & Geddes, 2003
- Branchinella kadjikadji Timms, 2002
- Branchinella lamellata Timms & Geddes, 2003
- Branchinella latzi Geddes, 1981
- Branchinella longirostris Wolf, 1911
- Branchinella lyrifera Linder, 1941
- Branchinella mcraeae Timms, 2005
- Branchinella minmina Timms, 2012
- Branchinella multidigitata Timms, 2008
- Branchinella nana Timms, 2002
- Branchinella nichollsi Linder, 1941
- Branchinella occidentalis Dakin, 1914
- Branchinella papillata Timms, 2008
- Branchinella pinderi Timms, 2008
- Branchinella pinnata Geddes, 1981
- Branchinella proboscida Henry, 1924
- Branchinella rosalieae Timms, 2021
- Branchinella simplex Linder, 1941
- Branchinella tyleri Timms & Geddes, 2003
- Branchinella vosperi Timms, 2008
- Branchinella wellardi Milner, 1929

Sub-género Branchinellites
- Branchinella chudeaui (Daday, 1910)
- Branchinella hardingi (Qadri & Baqai, 1956)
- Branchinella kugenumaensis (Ishikawa, 1895)
- Branchinella maduraiensis (Raj, 1951)
- Branchinella ondonguae (Barnard, 1924)
- Branchinella thailandensis Sanoamuang, Saengphan & Murugan, 2002